# Octan platnatý
Octan platnatý je organická sloučenina, růžově zbarvený komplex se čtvercově uspořádanými atomy Pt.

## Příáprava
Octan platnatý lze získat několika způsoby. Geoffrey Wilkinson se svou skupinou popsal přípravu z hexahydroxyplatičitanu sodného, kyseliny dusičné a kyseliny octové, jejichž směs byla redukována kyselinou mravenčí.
Další možností je použití octanu stříbrného a chloridu platnatého.

## Struktura
Rentgenovou krystalografií bylo zjištěno, že je tento komplex tetramerní, čímž se liší od trimerního palladnatého analogu. Čtyři atomy platiny vytváří čtverec, obklopený osmi můstkovými acetátovými ligandy. Molekula je lehce vychýlena z ideální D2d symetrie. Krystaly jsou tetragonální.